# برلمان ناميبيا
برلمان ناميبيا (بالإنجليزية: Parliament of Namibia) هي الهيئة التشريعية في ناميبيا، تتكون من المجلس الأعلى مجلس ناميبيا الوطني
الذي يضم 26 مقعداً، والمجلس الأدنى جمعية ناميبيا الوطنية الذي يضم 104 مقعداً.
جميع أعضاء مجلس الوزراء أعضاء أيضًا في مجلس النواب وقد انتقض المجتمع المدني والمعارضة في ناميبيا هذا الوضع، معتبرين أنه ينشئ تداخلًا كبيرًا بين السلطتين التنفيذية والتشريعية، مما يقوض مبدأ الفصل بين السلطات.